# Plaza Lavalle
La plaza Lavalle es un espacio verde compuesto por tres manzanas de la ciudad de Buenos Aires, Argentina. Se encuentra en el barrio de San Nicolás, rodeada de las calles Libertad, Lavalle, Talcahuano y avenida Córdoba, intersectadas por las calles paralelas Viamonte y Tucumán.

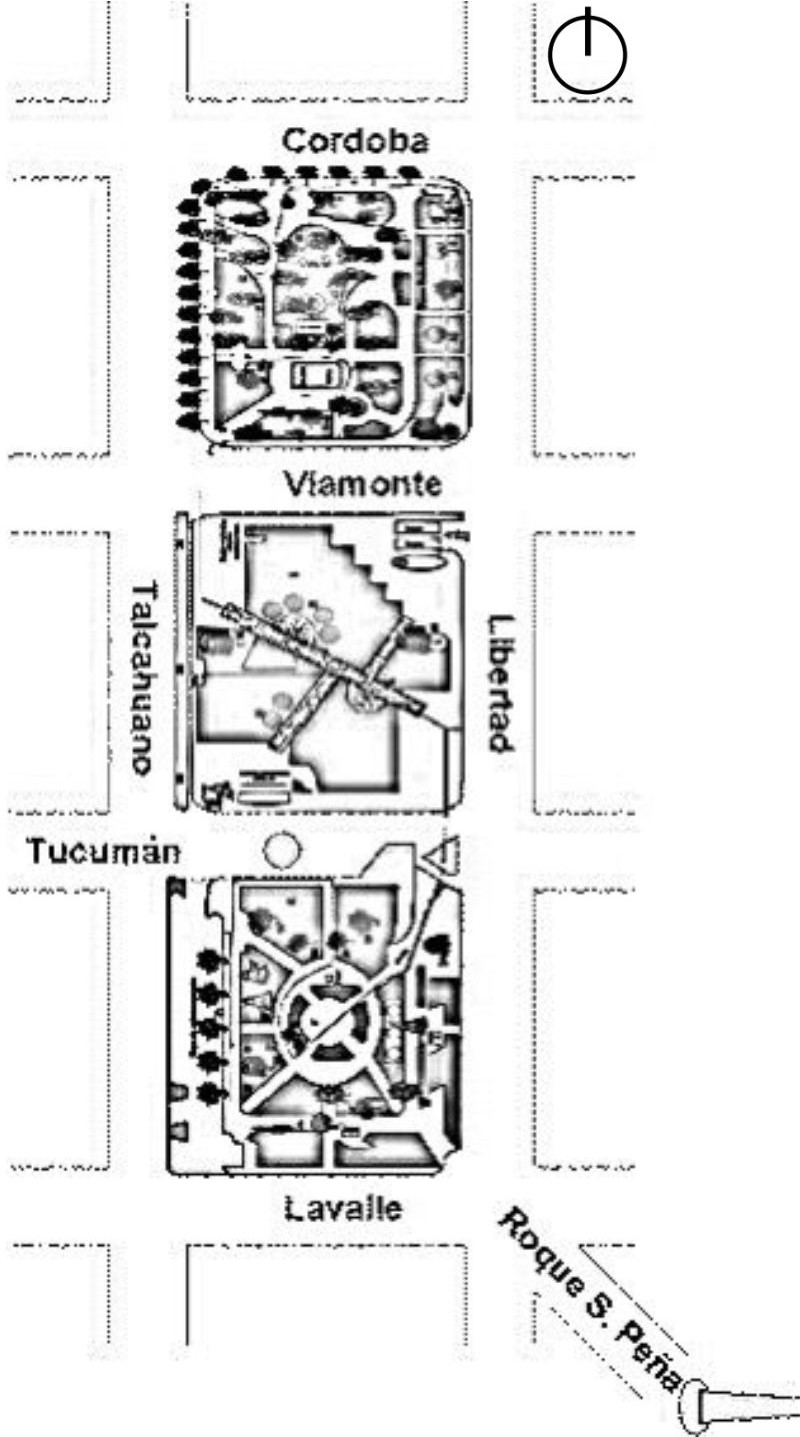
Croquis de la plaza y sus calles ortogonales y paralelas

## Historia

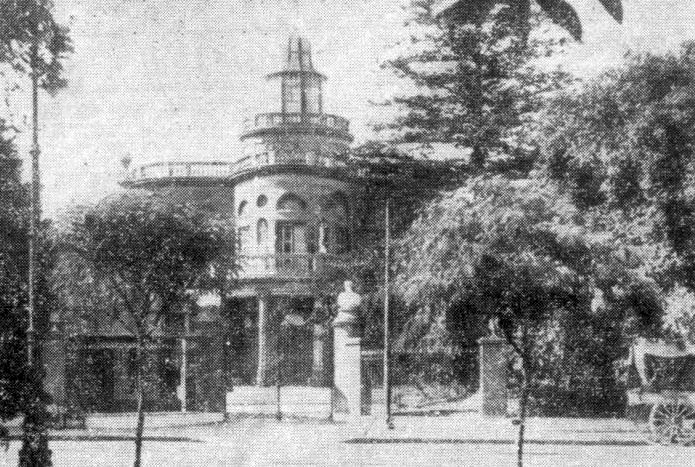
Palacio Miró, mansión de la familia Dorrego, Se encontraba en la manzana norte de la plaza.

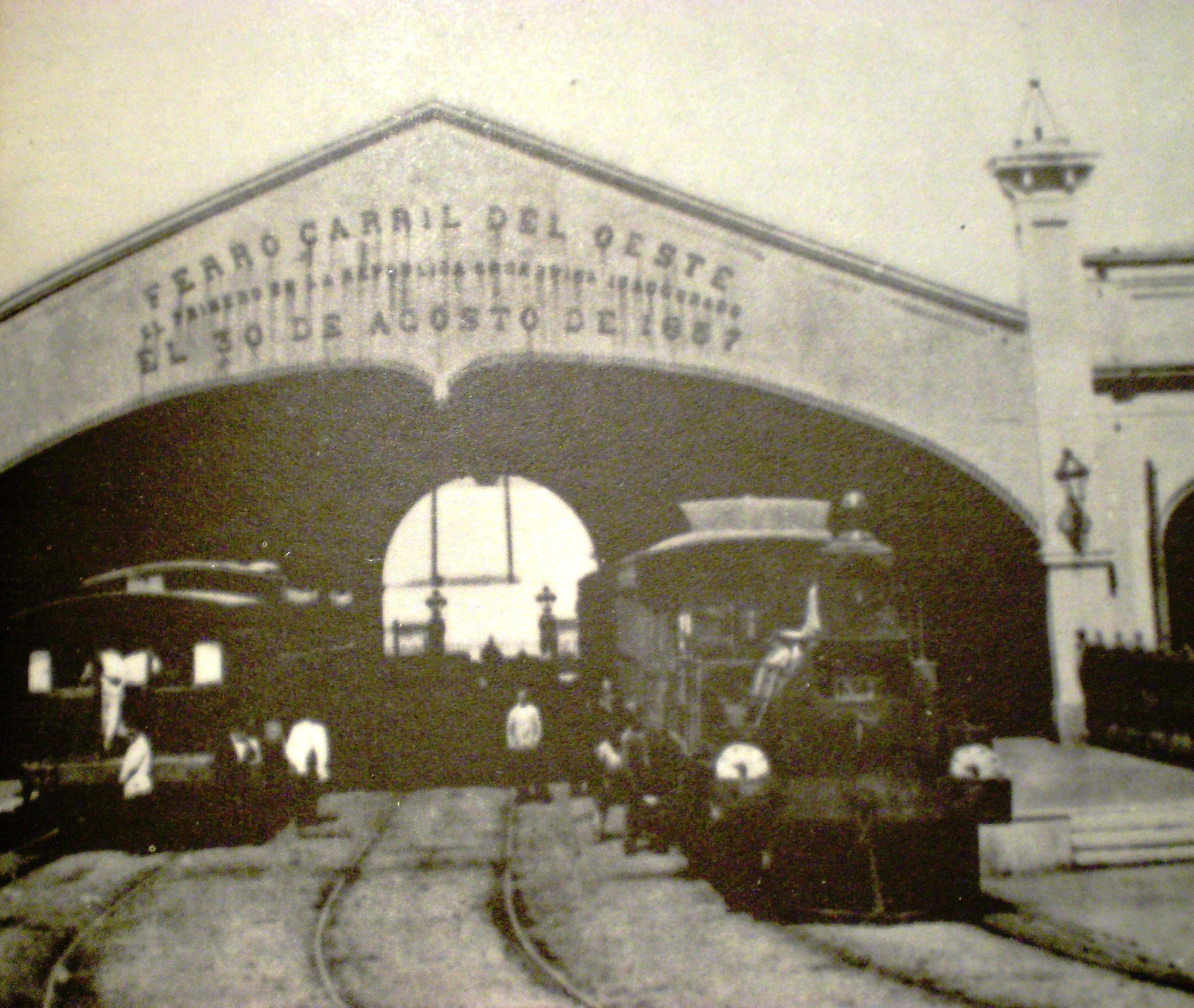
Estación del Parque, en la Plaza Lavalle. Allí se construyó luego el Teatro Colón.

En las cercanías de la plaza Lavalle se encuentran algunos de los sitios históricos, institucionales y culturales de la Ciudad. Parte de esta plaza estaba ubicada en el llamado hueco de Zamudio, un terreno baldío donde en el siglo XVIII existía una laguna. Uno de los arroyos que solían atravesar la ciudad, el Tercero del Medio, corría por la calle Libertad y giraba hacia el este en Viamonte; para atravesarlo se había construido un puente conocido como Puente de los Suspiros. Para 1822 fue instalado un parque de artillería, que poseía una fábrica de armas y un depósito de pólvora, tomando el nombre de Plaza del Parque.
Tomó su nombre definitivo por ordenanza municipal del 16 de septiembre de 1878, en memoria de Juan Lavalle. Lavalle fue un héroe de la Independencia, de la guerra del Brasil y protagonista de las guerras civiles, en las cuales fue especialmente cuestionado por haber fusilado a Manuel Dorrego. La propia denominación de la plaza obedeció a la persistencia de los odios entre "unitarios" y "federales" generados durante las luchas internas, ya que se denominó con el nombre de Lavalle, a la plaza que existía frente a la mansión de la familia Dorrego, el Palacio Miró, que se encontraba en la manzana actualmente limitada por las calles Viamonte, Libertad, Córdoba y Talcahuano. Durante décadas la familia Dorrego tapió las ventanas que daban a la plaza para que no se pudiera ver desde la mansión la columna levantada en memoria de Lavalle. El palacio fue demolido en 1937 y ese espacio fue arrasado para ampliar la plaza sin que se ornamentara de ninguna forma dando lugar así a la manzana norte de la misma.

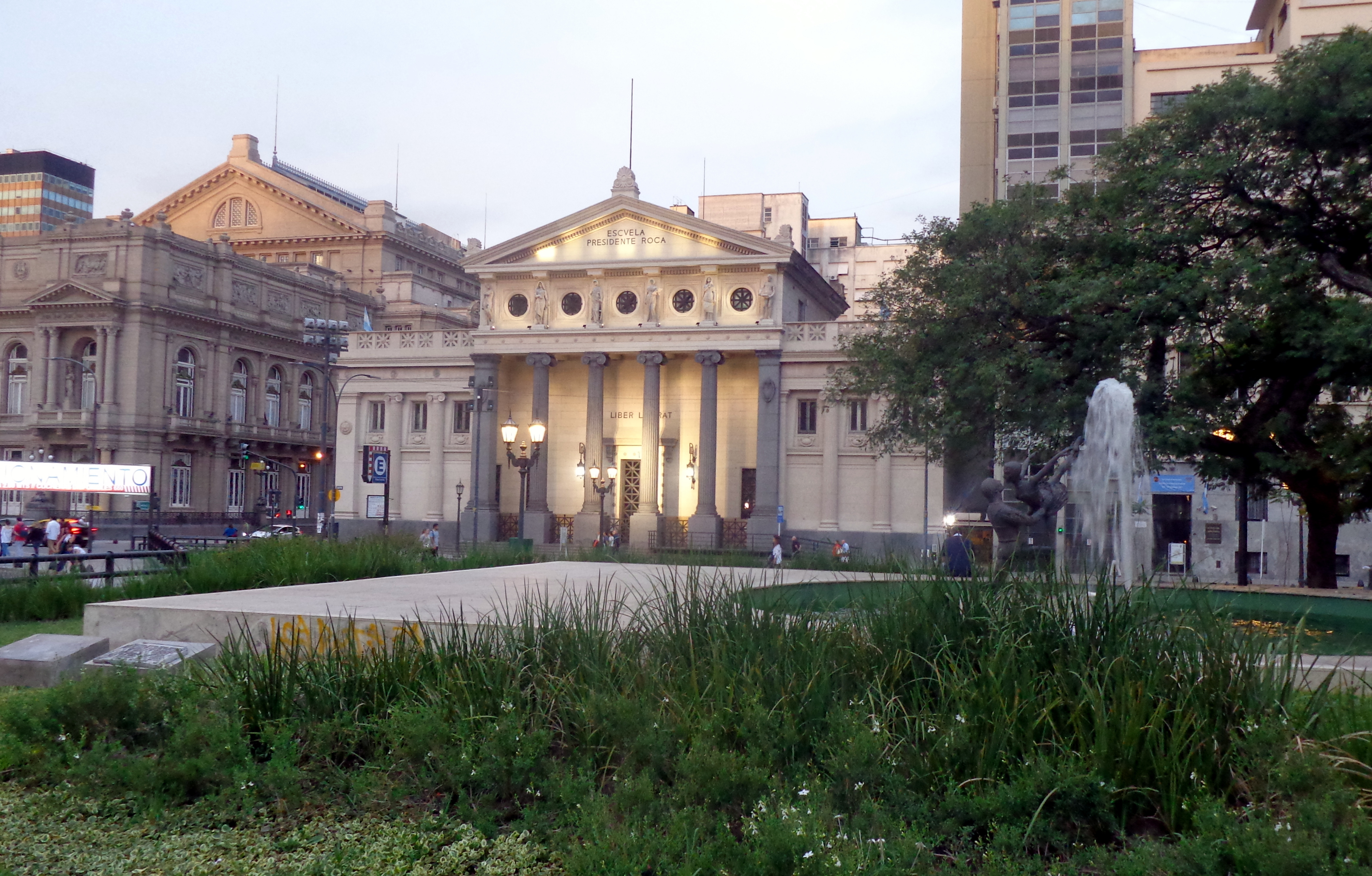
Escuela Presidente Roca y la escultura "Homenaje al Ballet Nacional".

En 1856 se instaló allí la Estación del Parque, cabecera de la primera línea ferroviaria de la Argentina, en el lugar en el que luego se construyó el Teatro Colón. De allí partió en 1856 la locomotora "La Porteña" del Ferrocarril Oeste de Buenos Aires, actualmente en el museo histórico de Luján, que unía la ciudad de Buenos Aires, con la por entonces ciudad de Flores, luego convertido en un importante barrio ubicado en el centro geográfico de la ciudad. 

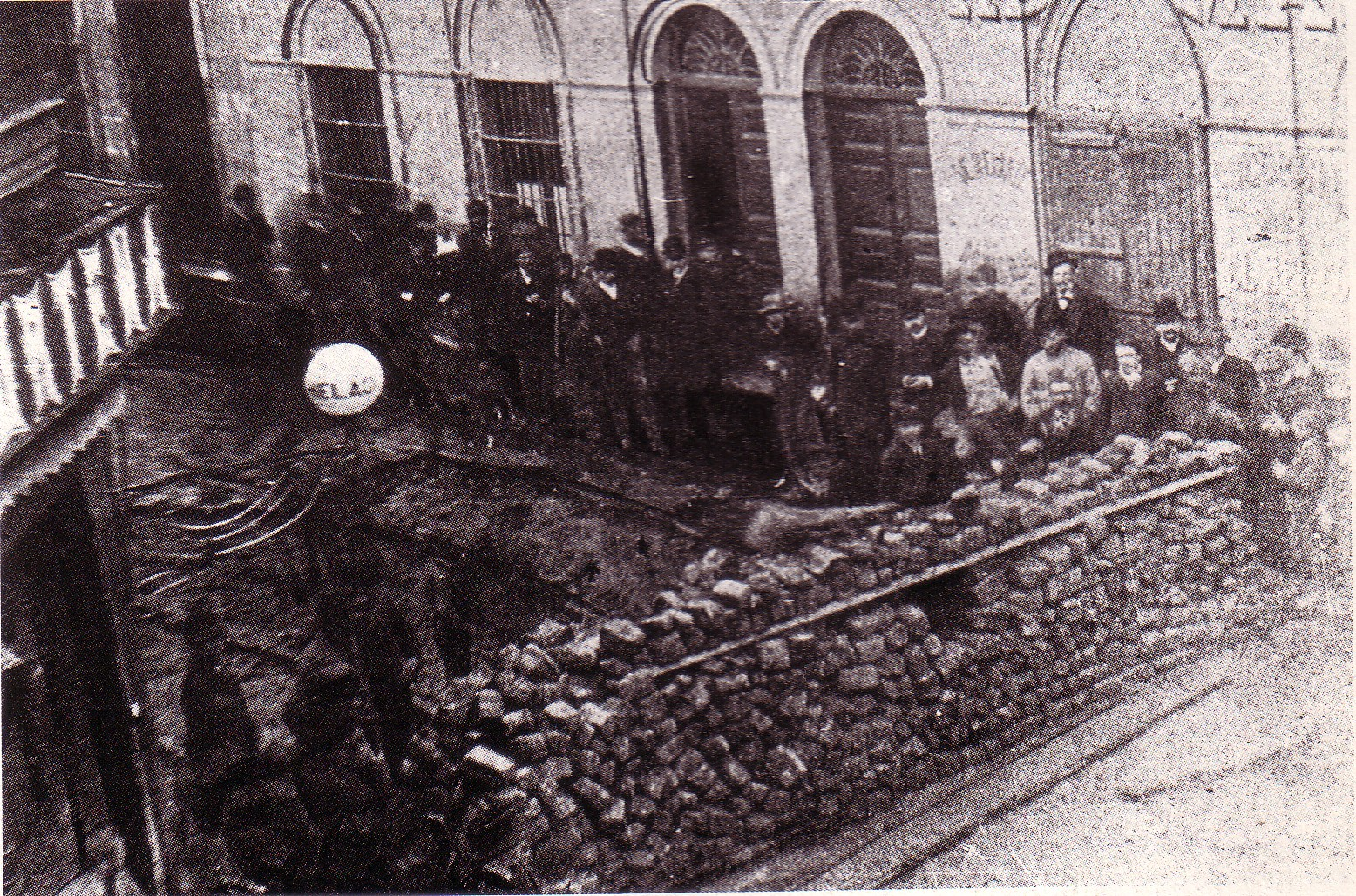
Barricada revolucionaria protegiendo el Parque de Artillería en la Revolución del 90.

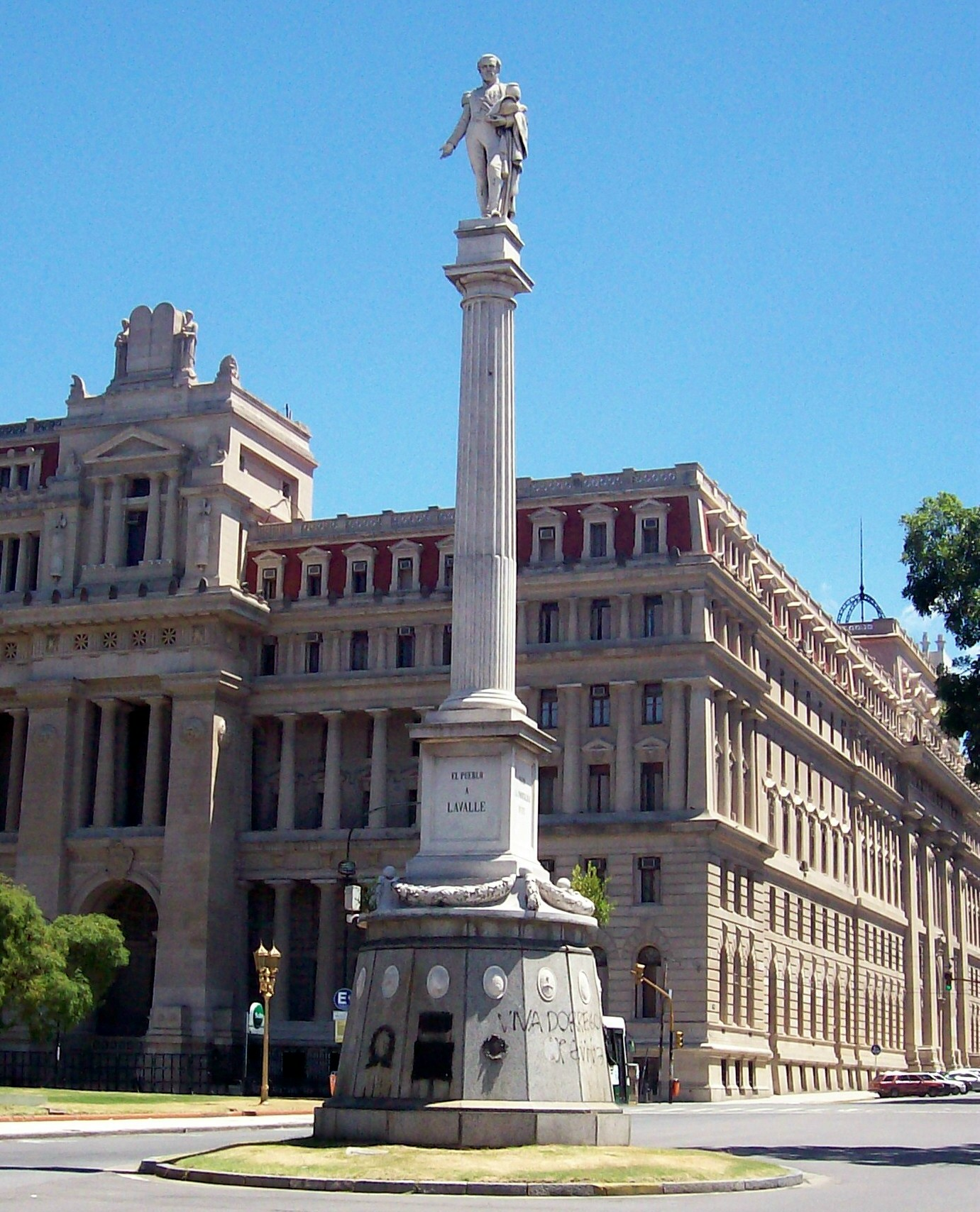
Columna en memoria de Juan Lavalle, obra del italiano Pietro Costa.

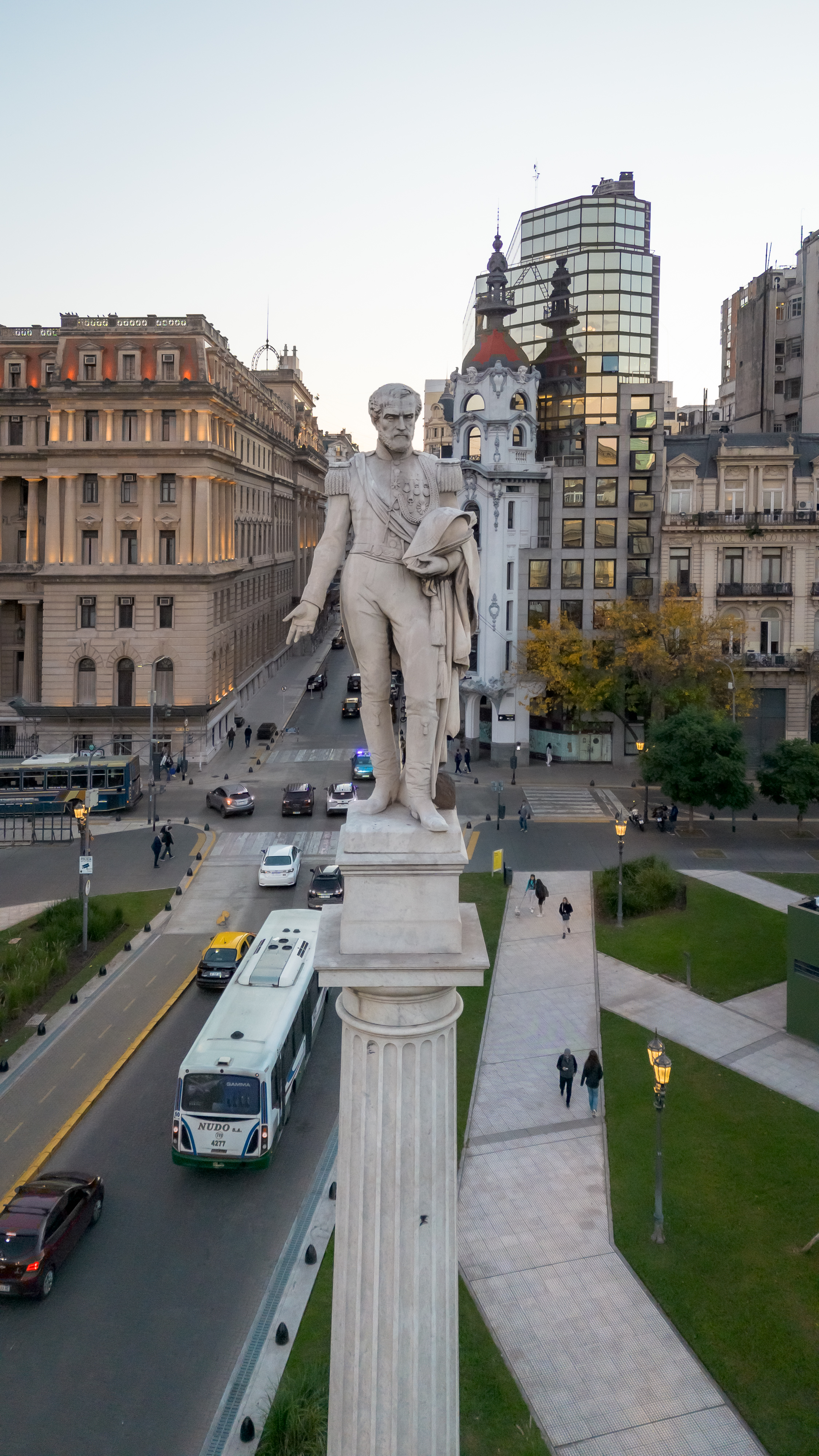
Escultura de Juan Lavalle coronando la columna.

En 1867 se instaló la primera calesita que tuvo Buenos Aires. Procedía de Alemania y permaneció por tres años. Era impulsada por un caballo.
La plaza fue el escenario principal de la Revolución del Parque de 1890, encabezada por la Unión Cívica y su líder Leandro Alem contra el gobierno del presidente Miguel Juárez Celman. Los revolucionarios tomaron el parque de artillería, ubicado en la manzana donde luego se construyó el Palacio de Justicia, y allí fueron cercados por las fuerzas del gobierno, para ser finalmente derrotados tras cruentos combates en la plaza que dejaron más de 300 muertos. La rendición fue firmada en el Palacio Miró, que había sido el principal cantón revolucionario.

## Descripción

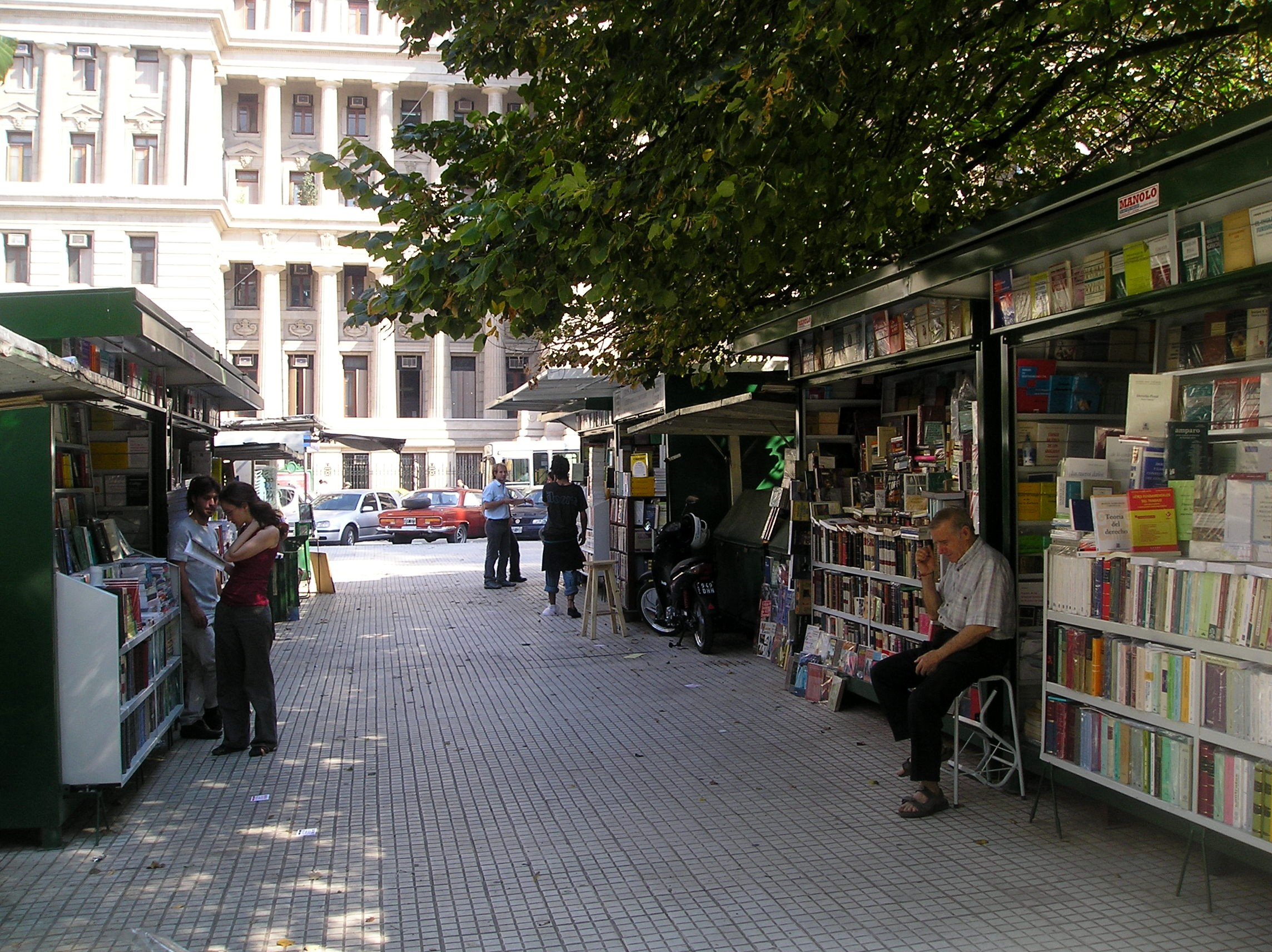
Plaza Lavalle: librerías "de viejo" de libros jurídicos.

La Plaza Lavalle está integrada por tres manzanas, orientadas de sur a norte, limitadas al oeste por la calle Talcahuano y al este por la calle Libertad.

### Manzana sur
La manzana sur está limitada por las calles Lavalle y Tucumán. Allí se encuentran:
- La feria de libros, inspirada en las ferias de libros que rodean La Conciergerie y el Palacio de Justicia de París, dispuestos a lo largo del Río Sena.
- Monumento de Homenaje al Ballet Nacional, en memoria de los nueve integrantes del Ballet Estable del Teatro Colón que murieron en el accidente aéreo de 10 de octubre de 1971: Norma Fontenla, José Neglia, Rubén Stanga, Marta Raspanti, Margarita Fernández, Carlos Santamarina, Antonio Sambrana, Carlos Schiafino y Sara Boschovsky. La estatua, realizada en 1972, es obra del escultor Carlos de la Cárcova y la fuente sobre la que se encuentra, que incluye un sistema de aguas danzantes, del arquitecto Ezequiel Cerrato. El monumento incluye la siguiente inscripción:

Por aquí, tantas veces, pasamos.
Nos detuvimos a envolvernos de luz.
A bañarnos en el color de las frondas
a recomponer, en movimiento y en gestos,
la constante maravilla de la creación
y aquí queremos permanecer
bajo este cielo,
estos árboles.
Y esta intensidad
que no nos olvidan
Y que no olvidamos.
Norma Fontenla, José Neglia,
Margarita Fernández, Sara Bochovsky,
Martha Raspanti, Rubén Estanga,
Carlos Schiaffino, Carlos Santamarina,
Antonio Zambrana.
- Monumento a las víctimas del ataque terrorista a la AMIA de 1994, obra de la escultora Mirta Kupfermick. La base es un círculo de granito que representa un reloj señalando las 9:53, hora del atentado, que contiene una frase tomada del Deuteronomio: "justicia, justicia perseguirás". De ella emergen estacas de quebracho con los nombres y edades de las 86 personas asesinadas en el ataque, orientadas como una cuña abierta hacia la puerta del Palacio de Justicia, para significar la espera de la justicia.
- Monumento a Rómulo Naón, obra del escultor Ángel Ibarra García de 1966.
- Placa conmemorativa de los abogados desaparecidos por la dictadura argentina.
- Placa conmemorativa de las víctimas del terrorismo de Estado en la Argentina.
- Monumento a Abdón Calderón, soldado ecuatoriano que con 18 años combatió en la batalla de Pichincha en 1822, que aseguró la independencia de Ecuador. Es obra del escultor ecuatoriano Silvio Chaguinga.
- Árbol de Norma Plá, en memoria de la activista por los derechos de los jubilados.
- Busto del jurista Roberto Repetto (1881-1950), quien integró durante 23 años la Corte Suprema, obra del escultor argentino Luis Barberis.

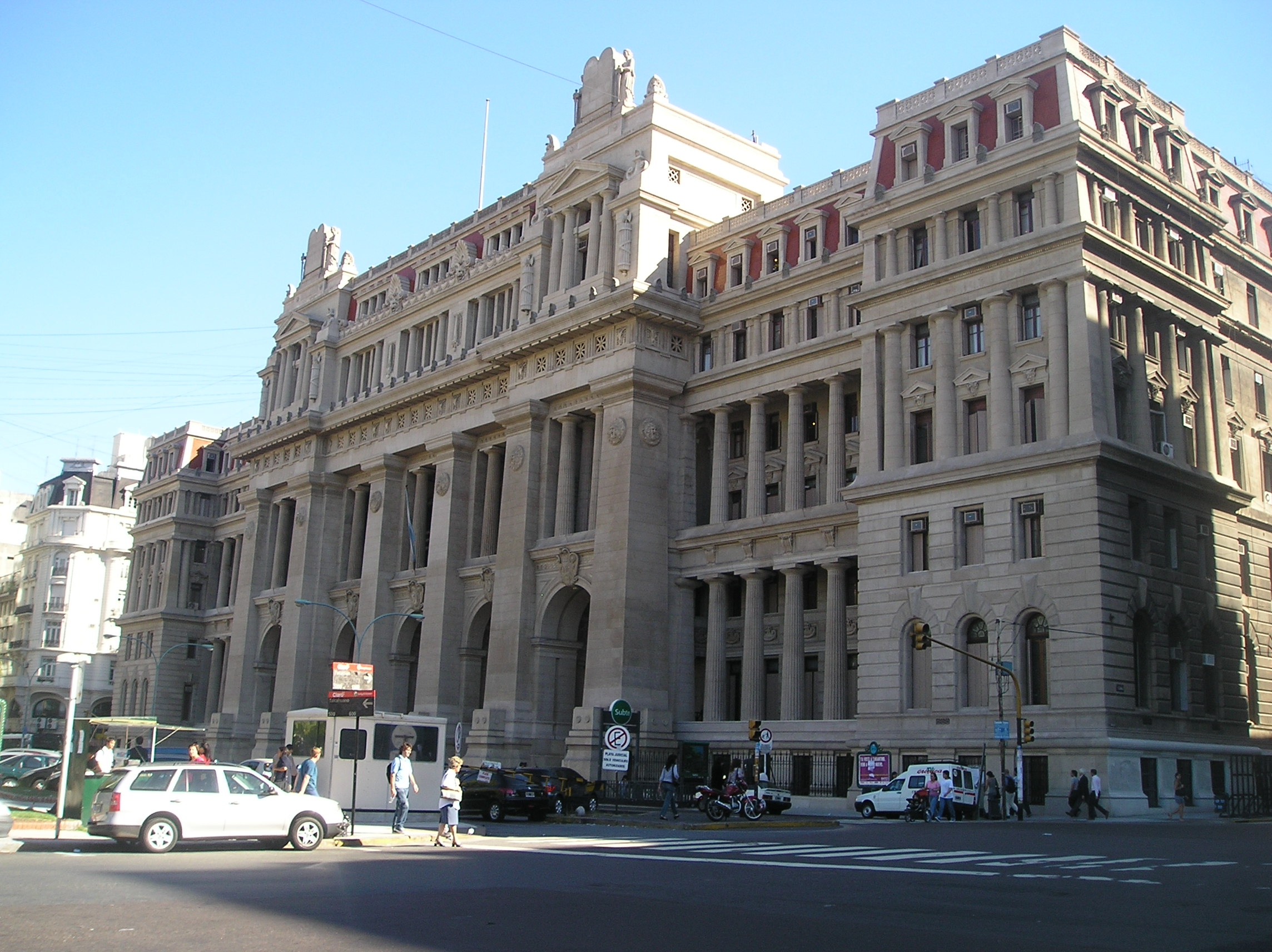
Palacio de Justicia, sede la Corte Suprema, diseñado por Norberto Maillart.

Frente a la manzana sur, sobre la calle Talcahuano, donde se levantaba el parque de artillería se encuentra el Palacio de Justicia de la Nación, sede de la Corte Suprema de Justicia y otros tribunales menores. Comenzado a construir en 1906 en base al proyecto del arquitecto Norberto Maillart fue inaugurado en 1910. En el interior del edificio pueden observarse la estatua "Justicia" de Rogelio Yrurtia, un busto de José de San Martín de Luis Perlotti, y una réplica de la bandera de los Andes, así como el "Patio de Honor" y la Sala de audiencias de la Corte Suprema de Justicia de la Nación.
Del otro lado de esa misma porción de la plaza, sobre la calle Libertad, se encuentran las sedes del Instituto Libre de Enseñanza Media, fundado en 1898 y de la Escuela Presidente Roca, inaugurada en 1903, obra de estilo neogriego del arquitecto italiano Carlos Morra, modelo de las llamadas "escuelas palacio" diseñadas durante la Generación del 80 y símbolo de la educación popular laica. Sobre esta misma cuadra, en Libertad 543, se encuentra el Conventillo de las Artes, un centro artistas y pintores.

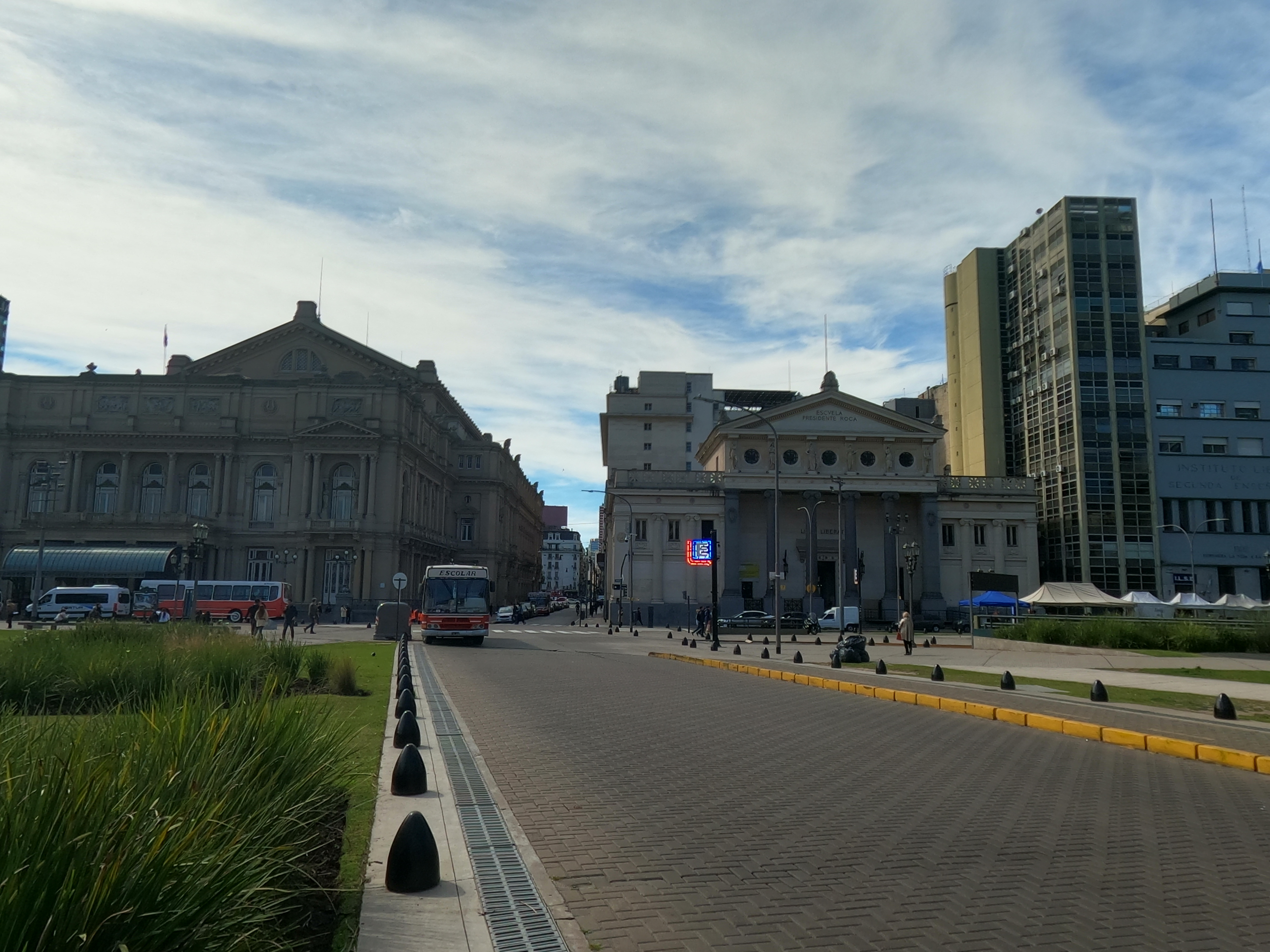
Entre medio de la manzana sur y la manzana central pasa la calle tuccumán.

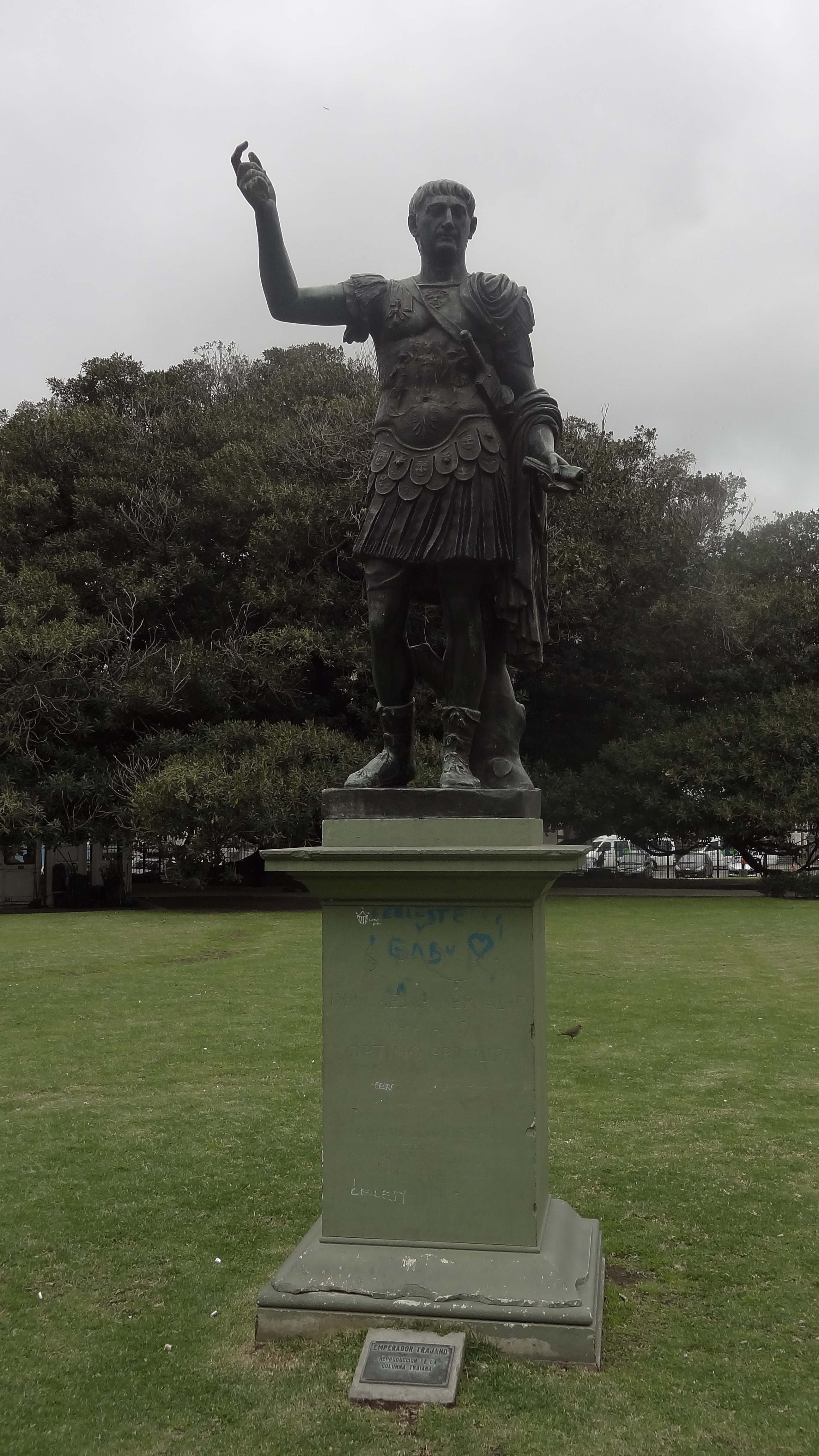
En la Plaza Lavalle se encuentra el monumento al emperador romano Trajano, la única estatua en la Ciudad de Buenos Aires que recuerda a un emperador romano.

Debajo de la plaza se encuentra la Estación Tribunales de la Línea D del Subte de Buenos Aires, con terminales en la Plaza de Mayo y el barrio de Belgrano.

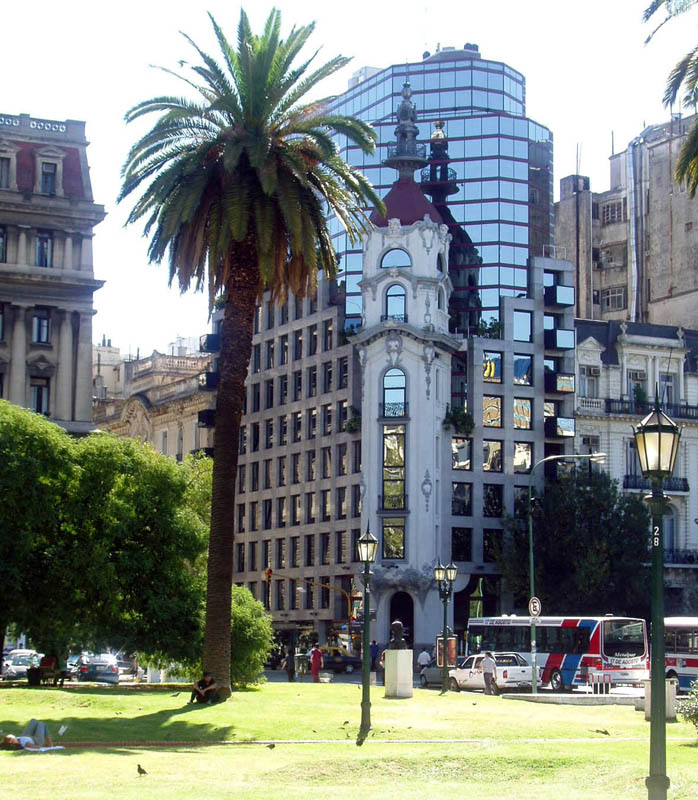
El Mirador Massue en la esquina de Talcahuano y Tucumán.

### Manzana central
La manzana central se encuentra entre las calles Tucumán y Viamonte. Sobre la primera de ellas se encuentra la columna en memoria de Juan Lavalle, obra del artista italiano Pietro Costa.
En la plaza se encuentran árboles de gran antigüedad, entre los que se destaca un ejemplar más que centenario de Eritrina falcata, llamado "árbol jujeño", una especie propia del norte argentino, cuyo tronco puede alcanzar un metro de diámetro. Fue plantado en 1878 por el primer intendente de Buenos Aires, Torcuato de Alvear. Se encuentra ubicado en el borde de la plaza, sobre la calle Tucumán, casi frente a la columna de Lavalle. También en esta manzana se encuentra un notable ejemplar de gomero (Ficus elástica).
Frente a la manzana, sobre la calle Libertad, se encuentra el Teatro Colón. En ese sitio se encontraba antiguamente la Estación del Parque, desde donde partió el primer ferrocarril argentino. Se trata de uno de los teatros de ópera más importantes del mundo. Su construcción comenzó en 1888, y sobre la base de un proyecto de Vittorio Meano fue finalmente inaugurado el 25 de mayo de 1908. La sala principal tiene una capacidad para 2.478 espectadores, y cuenta con siete pisos: tres correspondientes a los palcos, y el resto para cazuelas, tertulias, galerías y paraíso. En su interior se destaca la bóveda de la sala principal, pintada por Raúl Soldi.
Del otro lado, sobre la calle Talcahuano, en la esquina con Tucumán se encuentra el Mirador Massue, de estilo art nouveau, construido en 1909 por el arquitecto francés Alfred Massue, para David Costaguta. Está considerado como uno de los edificios más bellos de la ciudad. Fue reconstruido en 1989, preservando el mirador, e insertando el mismo en un diseño moderno espejado. En la otra esquina, en el cruce de Talcahuano y Viamonte, se encuentra la escuela primaria Nicolás Avellaneda, inaugurada en 1886. Durante la Revolución del Parque de 1890, fue cantón revolucionario y centro de sangrientos combates y denominada por eso como "la esquina de la muerte". Allí murieron en combate el coronel Julio Campos, el capitán Manuel Rodán, el teniente Máximo Leyva y el doctor Julio Fernández Villanueva, todos de las fuerzas cívicas.

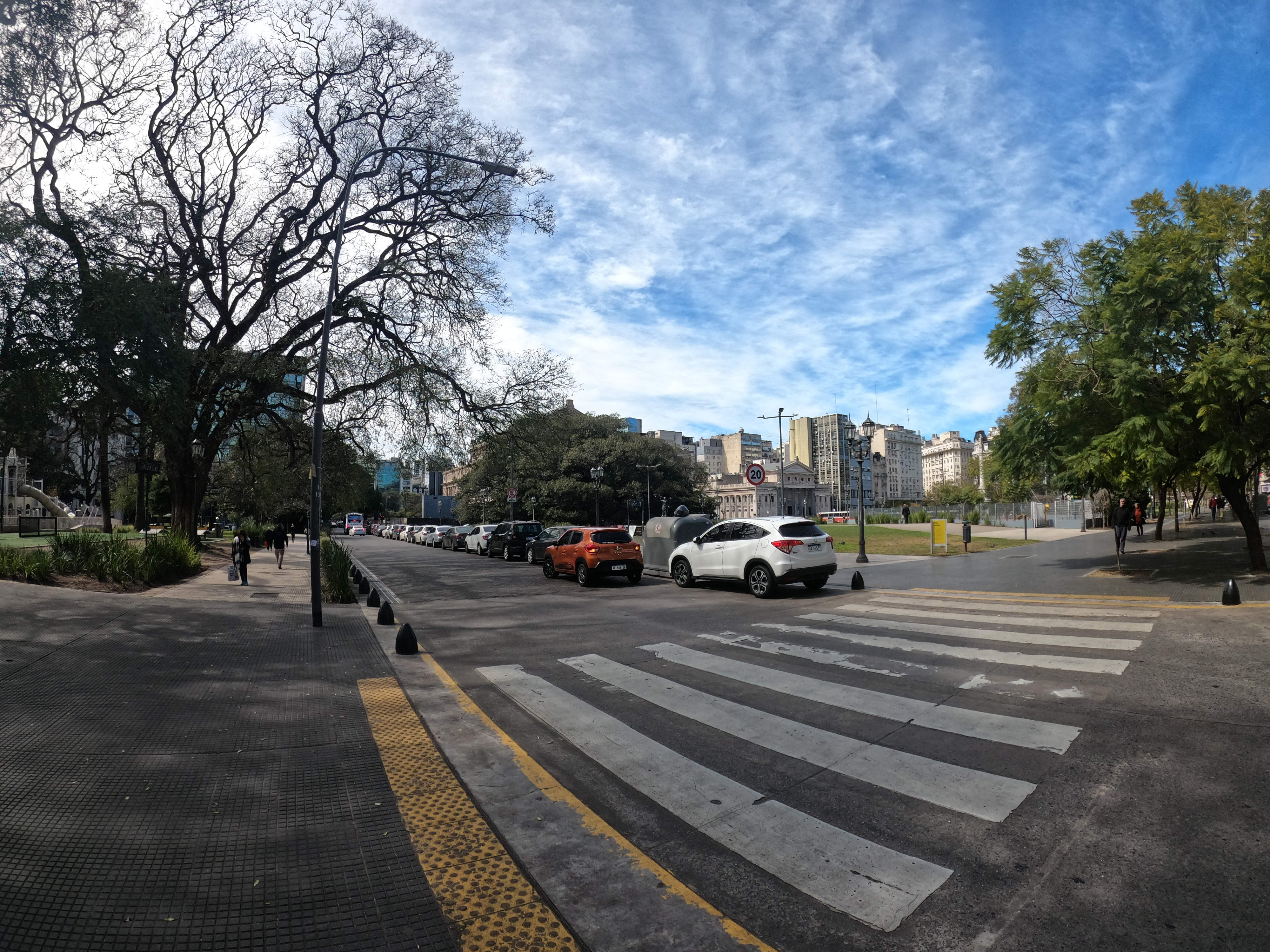
Entre la manzana central y la manzana norte intersecta la calle Viamonte

### Palacio Miró

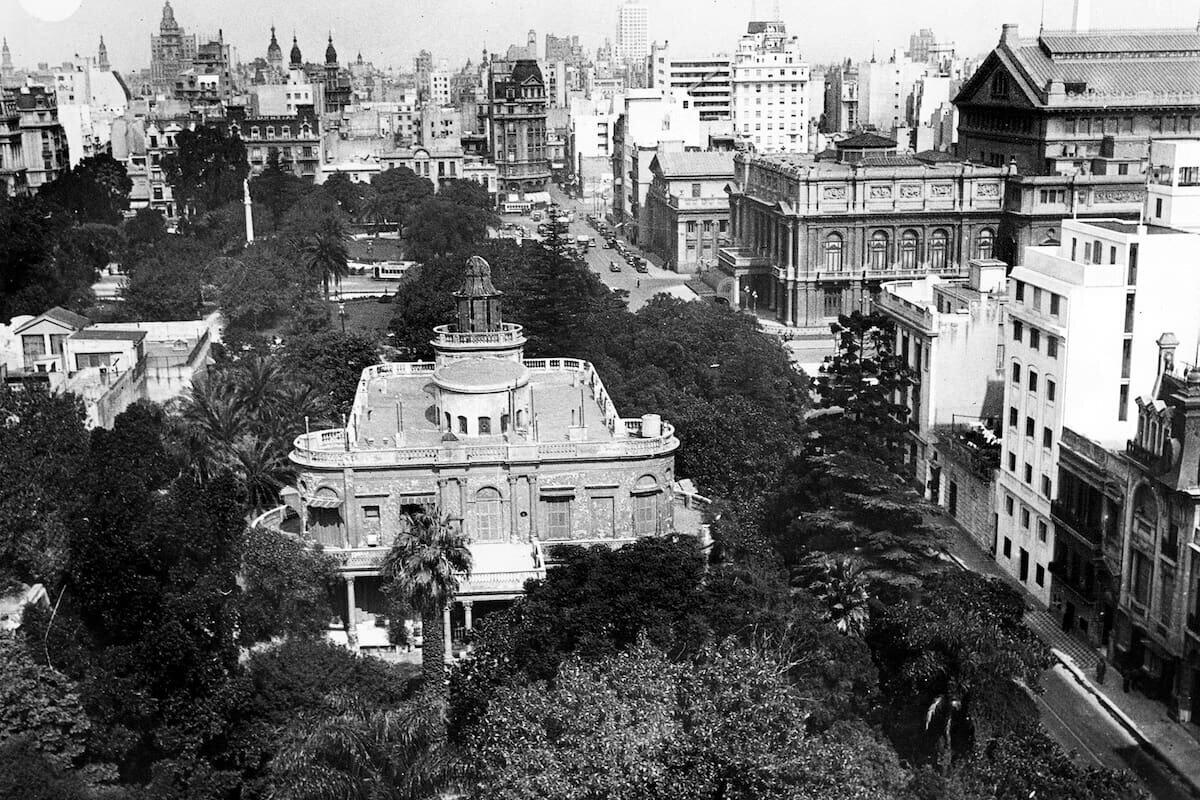
Vista aérea del Palacio Miró, en el corazón de la manzana.

Situado en el corazón de la manzana norte, fue inaugurado en 1869 por los arquitectos italianos Nicolás y José Canale, quienes llegaron en 1858 desde Génova. Está inspirada en las villas palladianas, la gran casa de campo de los nobles italianos. A lo largo del S.XIX hubo una tendencia a recrear el renacimiento italiano en sus distintas versiones. 

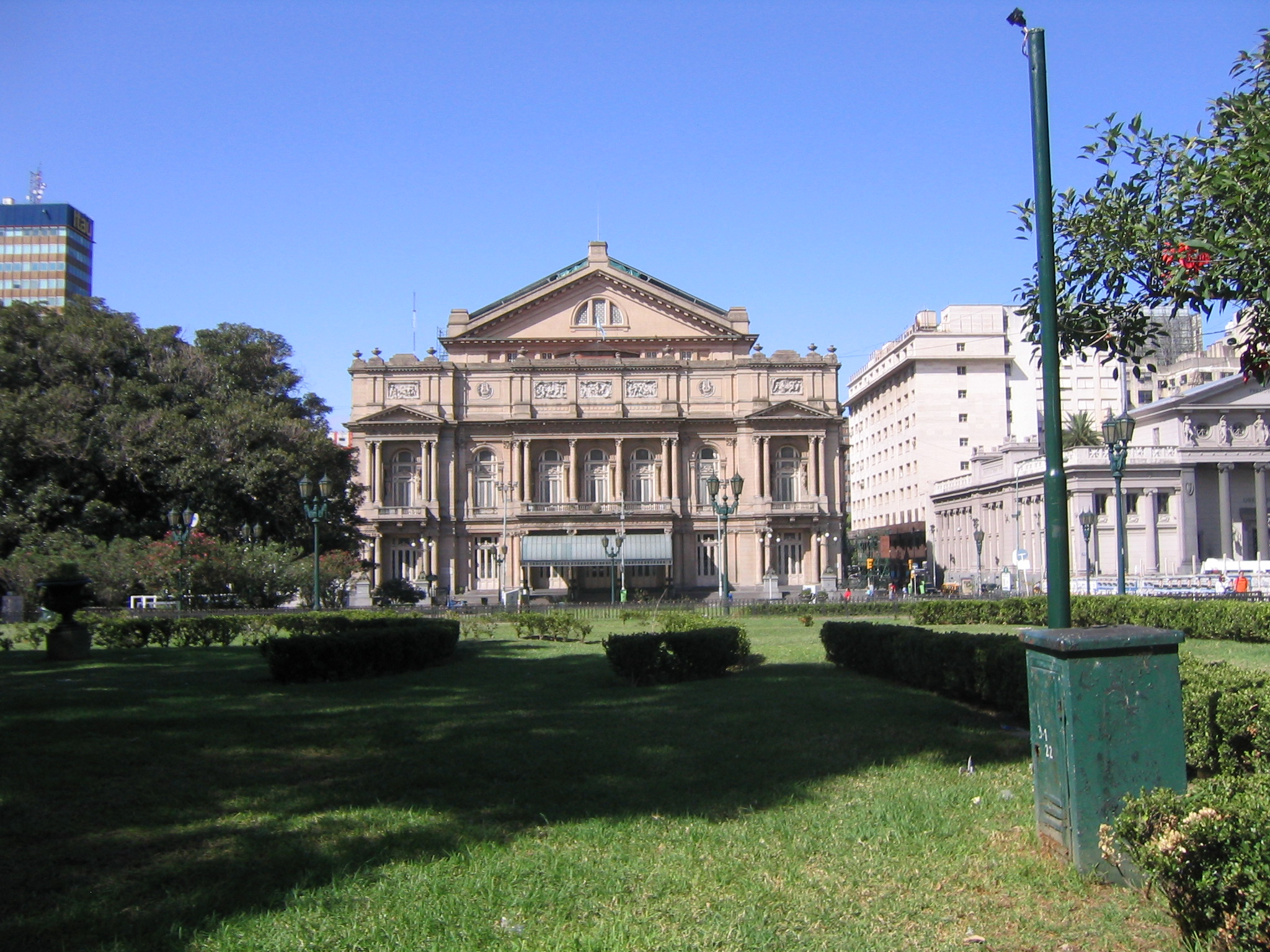
El Teatro Colón, visto a través de la manzana central de la Plaza Lavalle. A la izquierda uno de los grandes gomeros.

Su entrada se encontraba sobre Viamonte (antigua calle Del Temple), tenía una forma semicircular y contaba de dos niveles, un vestíbulo central que conduce a varias habitaciones y una galería que recorre su perímetro. Contaba con dos principales atractivos, el gran mirador vidriado de hierro y el extenso jardín, conformado por especies exóticas y esculturas de leones. 

Perteneció a Mariano Miró y Felisa Dorrego, sobrina de Manuel Dorrego, caudillo federal. Mariano Miró fue un comerciante y funcionario público, falleció en 1872 y dejó como heredera a su sobrina, Ernestina Ortiz Basualdo, ya que en su matrimonio no tuvieron hijos. 

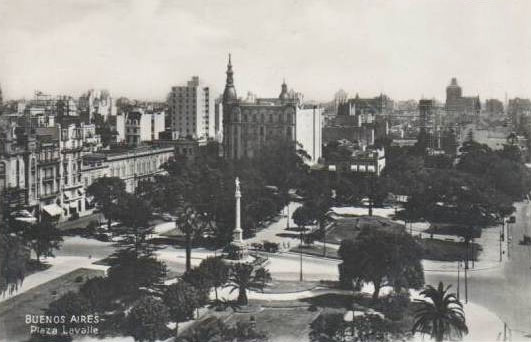
La manzana norte, aún con edificaciones (ca. 1920).

Dos acontecimientos tuvieron un gran impacto en la familia y en el palacio. En 1887, inauguraron al frente del palacio la estatua del general Juan Lavalle, quien ordenó la ejecución de Manuel Dorrego, tío abuelo de Felisa. En señal de rechazo, la familia decidió cerrar la puerta principal del palacio y bloquear las ventanas que daban a la plaza para ocultar la vista del monumento. Por otro lado, en 1890 fue escenario de la Revolución del Parque, encabezada por la Unión Cívica y su líder Leandro Alem contra el gobierno del presidente Miguel Juárez Celman. Como resultado, el palacio sufrió un gran deterioro, ya que el parque fue el escenario de la artillería y llegó a albergar un centenar de combatientes. Sufrió una gran destrucción, del mirador de vidrio solo quedó el hierro y la enorme balaustrada sobre la calle Libertad quedó en ruina, la balacera había alcanzado las ventanas y paredes internas. La rendición fue firmada en el Palacio Miró, que había sido el principal cantón revolucionario. 

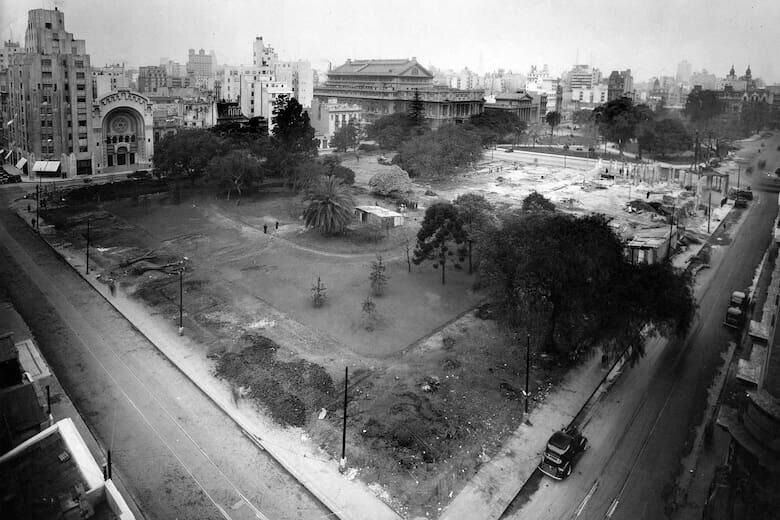
Demolición del Palacio Miró

La casa volvió a recuperar su esplendor en 1900 con la visita del presidente brasileño Manuel Ferraz de Campos Salles, y para 1910, con motivo de la celebración del centenario de la independencia argentina, se realizó allí un gran festejo que tuvo como invitada a la Infanta Isabel, que asistió en representación del rey Alfonso XIII y el entonces presidente José Figueroa Alcorta. El palacio fue perdiendo su esplendor, en esos años el Teatro Colón (1908) y el Palacio de Tribunales (1910) tenían un gran protagonismo, finalmente cayó en abandono, y en 1937 la municipalidad de la ciudad de Buenos Aires lo expropió y ordenó su demolición inmediata.  
Fue uno de los edificios más destacados de la ciudad, porque era una casa suburbana en medio de un parque, y su desaparición se produjo en el contexto específico de las décadas de 1930 y 1940, basándose en la idea de promover una ciudad abierta, con circulación y grandes avenidas, lo que produjo la demolición de muchos palacios y casonas. “En ese momento no existía la Ley de Monumentos Históricos ni la Comisión Nacional de Monumentos y lo que se asociaba como monumento histórico era lo colonial o los sitios de la independencia. Las construcciones recientes, de cincuenta o sesenta años, no se consideraban con un valor histórico”

##### Sinagoga de la Congregación Israelita de la República Argentina (CIRA)

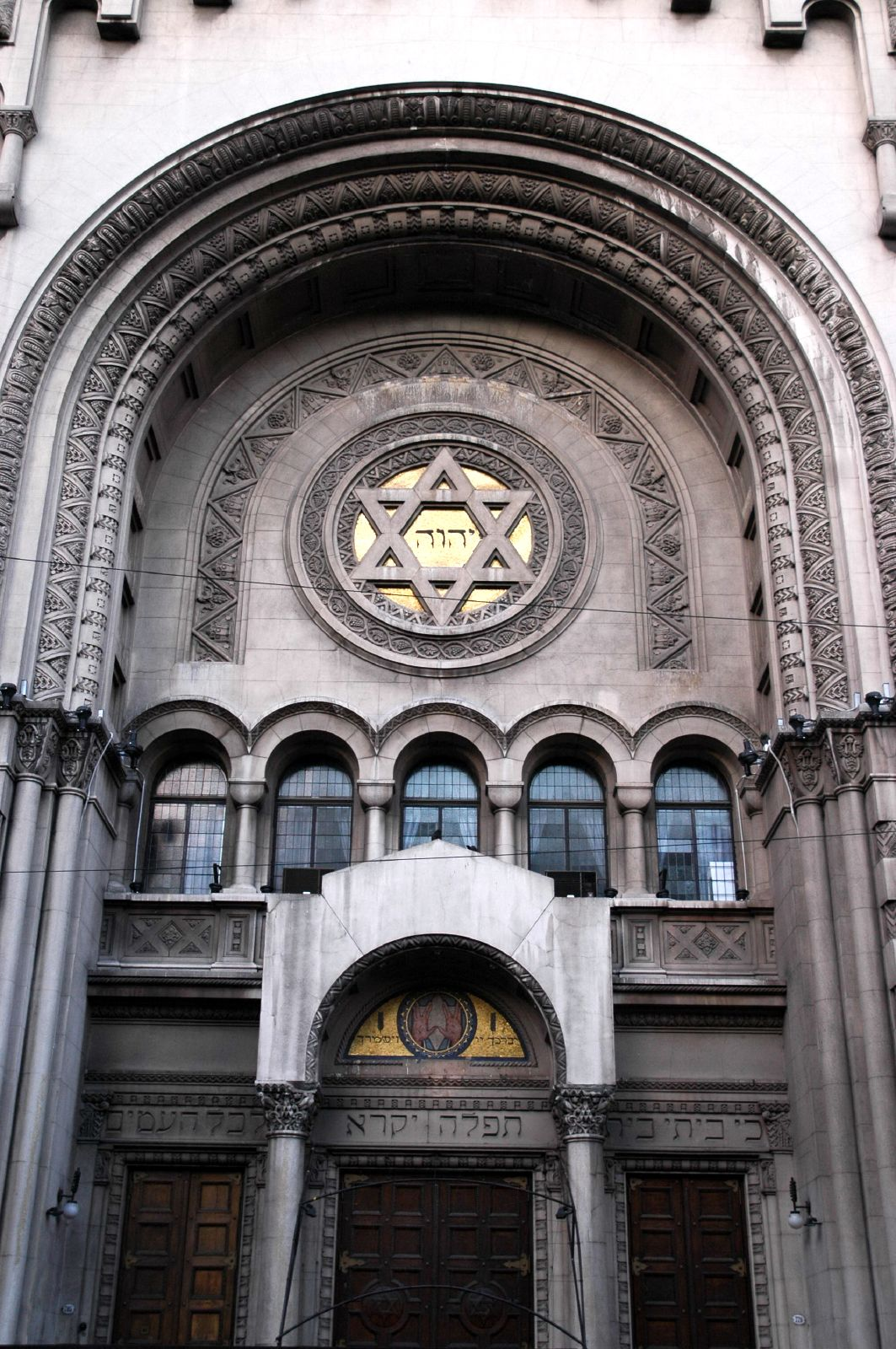
Sinagoga de la Congregación Israelita Argentina, frente a la manzana norte de la plaza.

Frente a la manzana norte de la plaza, sobre la calle Libertad 785, se encuentra la Sinagoga de la Congregación Israelita de la República Argentina (CIRA), llamada Templo Libertad y el Museo Hebreo que se encuentra en su interior. Se trata de un edificio de estilo bizantino, que comenzó a construirse en 1898 para se finalizado en 1932. Ambas instituciones pueden ser visitadas; el museo contiene entre otras piezas, los manuscritos originales del libro Los gauchos judíos de Alberto Gerchunoff, así como documentación sobre la historia de la inmigración judía en la Argentina.

###### Teatro Nacional Cervantes

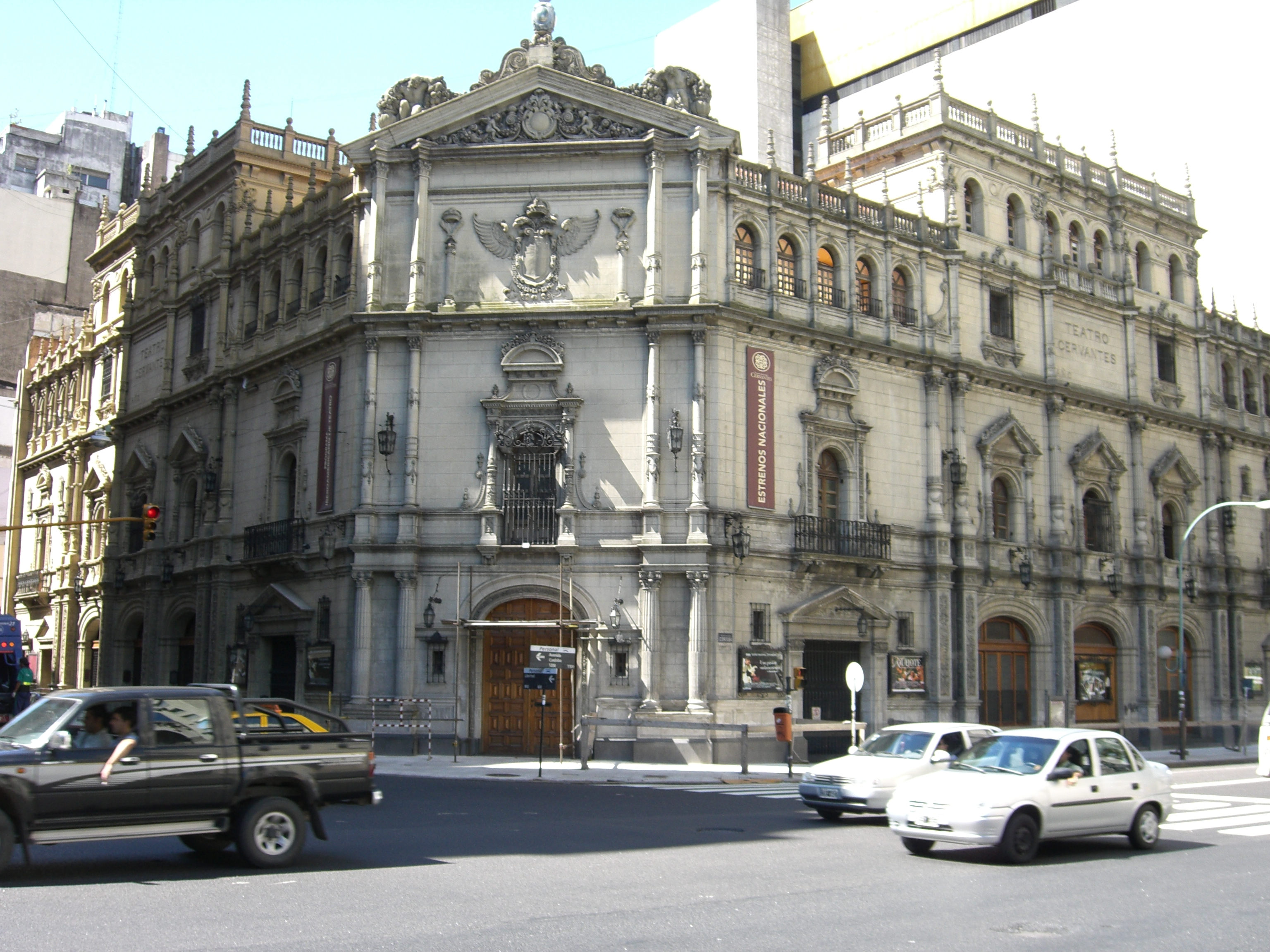
El Teatro Nacional Cervantes, visto desde el extremo noreste de la Plaza Lavalle.

En la esquina de Córdoba y Libertad, en diagonal con la plaza, se encuentra el Teatro Nacional Cervantes, inaugurado en 1921, uno de los más importantes del país, y en su interior el museo del mismo. Su frente es una reproducción del Colegio Mayor de San Ildefonso de Alcalá de Henares, en España, y fue el resultado del esfuerzo de la actriz española María Guerrero y su esposo Fernando Díaz de Mendoza, a cuya compañía del Teatro de la Princesa de Madrid pertenecía, y que durante décadas se presentaron en los teatros argentinos con gran éxito. En honor a la actriz española, existe un sendero con su nombre al costado de la plaza, entre Córdoba y Libertad, separado de esta última calle por un cantero. El sendero fue alguna vez una callecita, y lleva el nombre desde el 5 de septiembre de 1971, fecha del cincuentenario del teatro. Aunque físicamente está prácticamente inserto en la Plaza Lavalle, sin embargo su parquización es  particular por sus árboles de gran porte, como las Magnolia grandiflora, una Araucaria excelsa plumosa y un Ficus elastica, entre otros.
En la plaza existen varios monumentos y esculturas, y también árboles centenarios. Entre los monumentos se encuentra uno en honor a Juan Lavalle. Entre los árboles centenarios se encuentran plantados algunos Agathis australianos de más de 120 años y un ceibo de Jujuy plantado en 1878 por Torcuato de Alvear.